# Мало село
Мало село е село в Западна България. То се намира в община Бобов дол, област Кюстендил.

## Население
Численост и дял на етническите групи според преброяването на населението през 2011 г.:
|                     | Численост | Дял (в %) |
| Общо                | 328       | 100,00    |
| Българи             | 77        | 23,47     |
| Турци               | 0         | 0,00      |
| Цигани              | 0         | 0,00      |
| Други               | 0         | 0,00      |
| Не се самоопределят | 0         | 0,00      |
| Неотговорили        | 251       | 76,52     |

## Личности
- Кирил Зарев (1926 – 2000) – политик от БКП

## Редовни събития
- Събор – провежда се през месец октомври.

## Места
Маркова паница, Дели Баба, Габеро, Профилакториум, Чешмата, Пашов дол (с предстояща инвестиция на зелено от американска страна), археологичен потенциал (Могилата, Градището и някои свидетелства за ранно римска-тракийска епоха).